# Grand Prix van Albi
De Grand Prix van Albi was een autorace in de Franse stad Albi, verreden op het Circuit d’Albi. De race maakte tussen 1933 en 1949 deel uit van de grand-prixseizoenen en was tussen 1950 en 1955 ook een niet-kampioenschapsronde in de Formule 1.

## Winnaars van de grand prix
- Hier worden alleen de races aangegeven die plaatsvonden tijdens de grand-prixseizoenen tot 1949 en Formule 1-races vanaf 1950.

| Jaar        | Coureur                 | Constructeur       | Locatie            | Verslag            |
| ----------- | ----------------------- | ------------------ | ------------------ | ------------------ |
| 1955        | André Simon             | Maserati           | Albi               | Verslag            |
| 1954        | Race niet gehouden      | Race niet gehouden | Race niet gehouden | Race niet gehouden |
| 1953        | Louis Rosier            | Ferrari            | Albi               | Verslag            |
| 1952        | Louis Rosier            | Ferrari            | Albi               | Verslag            |
| 1951        | Maurice Trintignant     | Simca-Gordini      | Albi               | Verslag            |
| 1950        | Raymond Sommer          | Talbot-Lago        | Albi               | Verslag            |
| 1949        | Juan Manuel Fangio      | Maserati           | Albi               | Verslag            |
| 1948        | Luigi Villoresi         | Maserati           | Albi               | Verslag            |
| 1947        | Louis Rosier            | Talbot-Lago        | Albi               | Verslag            |
| 1946        | Tazio Nuvolari          | Maserati           | Albi               | Verslag            |
| 1935 - 1945 | Race niet gehouden      | Race niet gehouden | Race niet gehouden | Race niet gehouden |
| 1934        | Rupert Featherstonhaugh | Maserati           | Albi               | Verslag            |
| 1933        | Louis Braillard         | Bugatti            | Albi               | Verslag            |